# 忒提斯湖怪物

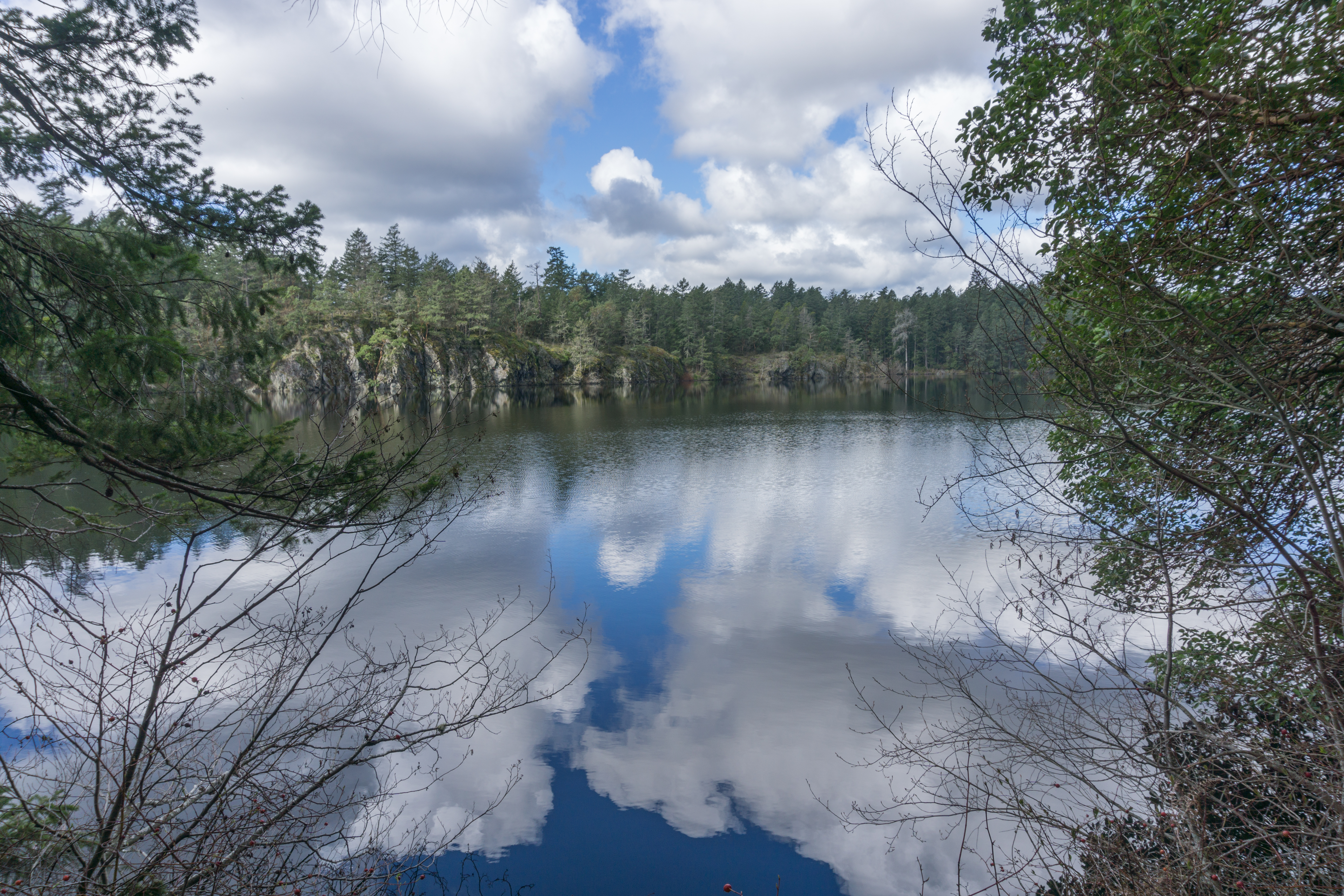
忒提斯湖

忒提斯湖怪物（英文：Thetis Lake Monster）是一個加拿大卑詩省維多利亞的傳説生物。據《開拓者時報》報道，忒提斯湖怪物的歷史源于1972年，兩名男孩報告稱在忒提斯湖看見一隻「銀色鱗片皮膚、尖銳爪子、頭部有著尖刺」的怪物。據男孩稱，怪物非常類似最近當地電視節目播放的的怪獸電影。在目擊發生后不久，皇家加拿大騎警對忒提斯湖進行調查，但未找到任何有怪物活動的跡象，不過卻有一名男性報告稱他的寵物蜥蜴與一年前在忒提斯湖逃脫，官方判定怪物衹是寵物蜥蜴并結束調查。在這之後，兩名男孩14歲的Russell Van Nice與12歲的Mike Gold在湖另一邊釣魚時也看見了怪物。
《少年懷疑論者雜志》（Junior Skeptic）編輯志丹尼爾·諾克斯頓（Daniel Loxton）對目擊事件進行調查后認爲，男孩描述的怪物特徵與1965年發佈的怪獸電影《The Beach Girls and the Monster》中的怪物完全一致，且在目擊四天前該電影才于當地電視臺播放。諾克斯頓在與四名目擊男孩中的一人取得聯絡后，對方承認這是一場惡作劇。